# 김정 (배우)
김정은 대한민국 배우 출신의 목회자이다.

## 주요 이력
1966년 연극배우 첫 데뷔하였으며 5년 후 1971년 MBC 4기 공채 탤런트로 데뷔하였고 현재는 목회자의 길을 걷고 있다.

## 학력
- 진명여자고등학교 졸업 (66년)
- 중앙대학교 연극영화학과 학사 (68학번, 72년 학사 학위)
- 한국방송통신대학교 불어불문학과 학사 (93학번, 97년 학사 학위)
- 한국외국어대학교 교육대학원 불어교육학과 석사 수료 (97년 입학, 01년 수료)
- 사당총회신학 대학부 학사 (07년 학위)
- 강남총회신학대학교 대학원 석사과정 (07년 입학)

## 연기 활동

### 드라마
- 1980년 ~ 2002년 MBC 농촌드라마 《전원일기》 ... 섭이네 역
- 1989년 KBS1 대하드라마 《울 밑에 선 봉선화》 ... 단역
- 1990년 MBC 대하드라마 《조선왕조 오백년 - 대원군》 ... 철인왕후 처소 상궁나인 역
- 1990년 MBC 주간드라마 《우리들의 천국 시즌 1》 ... 단역
- 1991년 MBC 수목드라마 《까치 며느리》
- 1993년 MBC 주간드라마 《우리들의 천국 시즌 2》 ... 단역
- 1994년 MBC 미니시리즈 《마지막 승부》 ... 단역
- 1995년 EBS 주간드라마 《언제나 푸른 마음》 ... 단역
- 1995년 KBS2 주말드라마 《목욕탕집 남자들》 ... 김 여사(강원도 춘천댁) 역
- 1995년~1996년 KBS1 청소년드라마 《신세대 보고 - 어른들은 몰라요》
- 2001년 ~ 2005년 KBS1 시사/교양 《이것이 인생이다》 ... 각종 단역
- 2001년 SBS 주말극장 《아버지와 아들》 ... 단역
- 2004년 MBC 주말연속극 《한강수타령》 ... 단역
- 2006년 MBC 일일시트콤 《거침없이 하이킥!》 ... 숙자 역
- 2007년 MBC 주말 특별기획 드라마 《겨울새》 ... 단역